# West Anglia Main Line
West Anglia Main Line – jedna z dwóch głównych linii, które biegna od London Liverpool Street, drugą jest Great Eastern Main Line. Biegnie na północ od Londynu, przez miejscowości Cheshunt, Broxbourne, Harlow, Bishop’s Stortford i Audley End (w pobliżu Saffron Walden). Linia przed osiągnięciem Cambridge, posiada dwie odnogi obsługujące Hertford i lotnisko Stansted. Linia biegnie wzdłuż granicy między Hertfordshire i Essex przez większość jej długości.

## Usługi
Usługi z Liverpool Street do Cambridge, Hertford East i Stansted Airport obsługiwane przez National Express East Anglia.
Ekspresowe z Liverpool Street do Stansted obsługiwane są przez Stansted Express, sub-markę National Express East Anglia.
Usługi z lotniska Stansted do Cambridge (i dalej do Birmingham przez Peterborough) są obsługiwane przez CrossCountry.